# Gustav Hartmann (Unternehmer)
Gustav Hartmann (* 10. Juni 1842 in Chemnitz; † 20. Oktober 1910 in Ebenhausen) war ein deutscher Kaufmann, Unternehmer und Industrie-Manager.

## Leben
Der Sohn des Fabrikanten Richard Hartmann und dessen Frau Bertha besuchte Schulen in Annaberg und Chemnitz, bevor er in Chemnitz in die Bürger- und Handelsschule eintrat. Ab 1859 absolvierte er auf Anraten des Vaters eine kaufmännische Ausbildung in einem Hamburger Eisen-Importgeschäft. 
1862 vertrat er als Zwanzigjähriger die Firma seines Vaters bei der Londoner Weltausstellung, auf der die Firma eine Große Goldene Medaille erhielt. Von 1863 bis 1865 war Hartmann in einem Baumwoll-Importgeschäft und anschließend bei der größten englischen Lokomotivbaufirma Beyer-Peacock tätig.
Ab 1865 war er in der Chemnitzer Firma seines Vaters beschäftigt und wurde 1867 zum Teilhaber. Nach der Umwandlung in eine Aktiengesellschaft (als Sächsische Maschinenfabrik AG) gehörte er zunächst dem Vorstand an und wechselte 1880 in den Aufsichtsrat. In dieser Phase wurden die Hartmannwerke zum größten Industriebetrieb des Königreichs Sachsen, und exportierten Lokomotiven weltweit. Außerdem war er Mitglied im Vorstand und später im Aufsichtsrat der Dresdner Bank, von 1884 bis 1887 in Dresden, dann bis 1895 in Berlin.  
1895 gründete er in St. Petersburg die Russische Gesellschaft der Hartmannschen Maschinenbauwerke, die im damals russischen Lugansk (heute Luhansk, Ukraine) ab 1896 das Dampflokomotivenwerk der Russischen Gesellschaft der Hartmannschen Maschinenbauwerke in Lugansk  erbauen ließ. Die heutige Lokomotivfabrik Luhansk galt als die größte Lokomotivfabrik Europas. Nachdem er von Friedrich Alfred Krupp zusammen mit Ernst Theodor Haux zum Testamentsvollstrecker ernannt worden war, wählten ihn die Aktionäre der Fried. Krupp AG in Essen 1903 zum Vorsitzenden des Aufsichtsrates (bis 1909). Zudem war er einer von nur fünf Aktionären dieses Unternehmens, da er eine der 160.000 Aktien hielt.

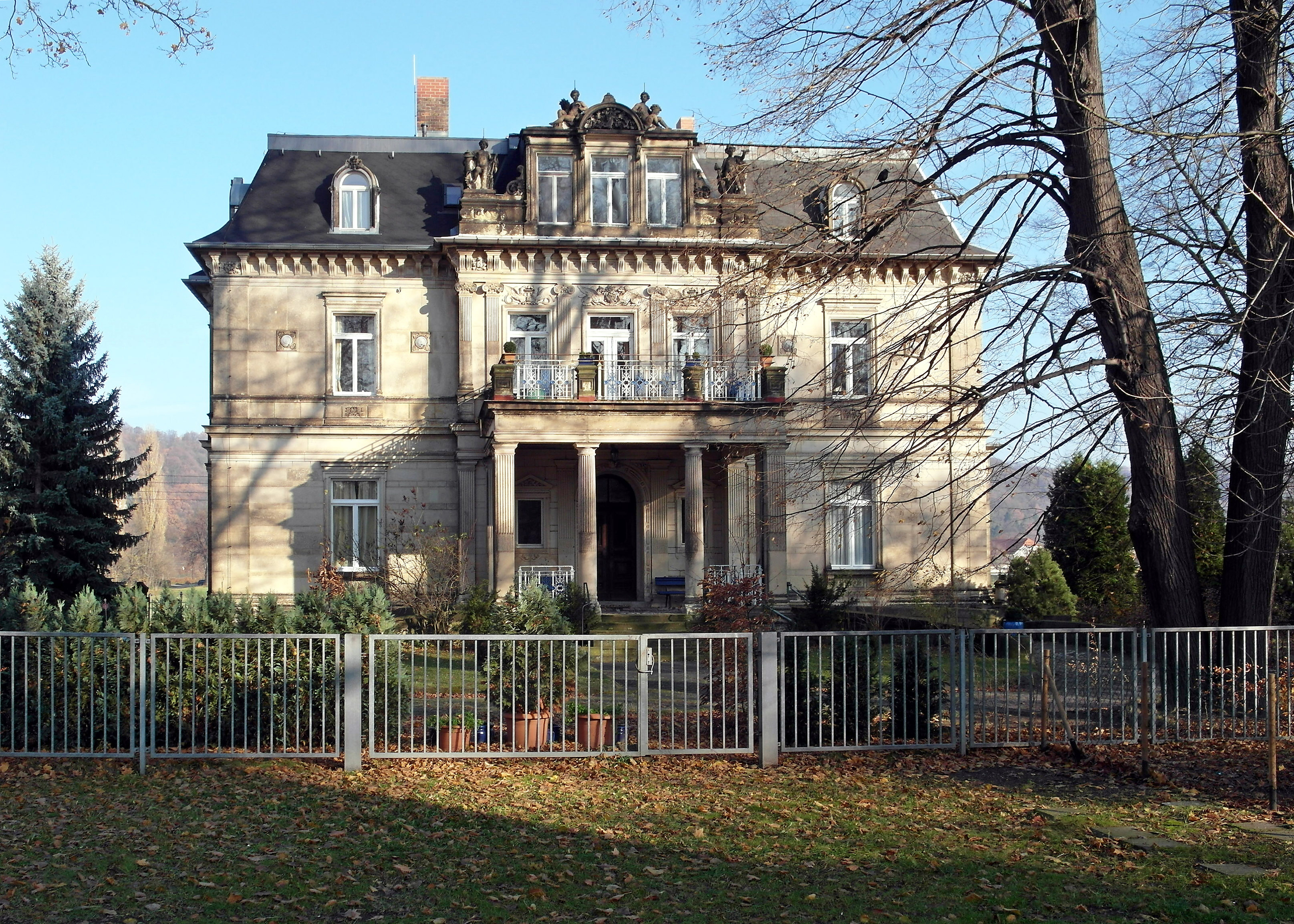
Villa Hartmann in Dresden-Laubegast, direkt am Elbufer

Hartmann war seit 1870 mit Christiane Emilia Elise Wachenhusen (1850–1882) verheiratet. Aus der Ehe gingen die Töchter Margarete (geb. 1874) und Elisabeth (geb. 1880) hervor. Nach dem Tod seiner Frau heiratete Hartmann 1882 deren jüngere Schwester Marie Wachenhusen (1853–1911). Über seinen Schwager, den Maler Felix von Ende, der seine Schwester Elisabeth (1871–1942) geheiratet hatte, war er zudem familiär mit Friedrich Alfreds Krupps Frau Margarethe, geborene von Ende, verbunden. Seit 1881 wohnte Gustav Hartmann in der väterlichen Villa in Dresden-Laubegast, der sogenannten Villa Hartmann. Hartmann starb während eines Aufenthalts im Sanatorium Ebenhausen, wo er sein Herzleiden behandeln ließ.

## Ehrungen
Gustav Hartmann wurde 1903 vom sächsischen König mit dem Ehrentitel Geheimer Kommerzienrat ausgezeichnet. Die Technische Hochschule Dresden verlieh ihm 1909 die Ehrendoktorwürde (Dr.-Ing. E. h.). Nach Hartmann sind benannt:
- der Hartmannplatz in Essen-Holsterhausen,
- die Hartmannstraße in Chemnitz und
- die Gustav-Hartmann-Straße in Dresden-Laubegast.